# Club Atlético River Plate 2025
Questa voce raccoglie le informazioni riguardanti il River Plate nelle competizioni ufficiali della stagione 2025.

## Maglie e sponsor
Il fornitore tecnico per la stagione 2025 è Adidas, lo sponsor ufficiale è Codere, lo sleeve sponsor è Assist Card e il back sponsor DirecTV.

### Primo semestre
| Casa | Trasferta | Terza divisa |

### Secondo semestre
| Casa | Trasferta | Terza divisa |

## Rosa
| N. |                      | Ruolo | Calciatore               |
| -- | -------------------- | ----- | ------------------------ |
| 1  | Argentina (bandiera) | P     | Franco Armani            |
| 2  | Argentina (bandiera) | D     | Federico Gattoni         |
| 4  | Argentina (bandiera) | D     | Gonzalo Montiel          |
| 5  | Argentina (bandiera) | C     | Matías Kranevitter       |
| 5  | Argentina (bandiera) | D     | Juan Portillo            |
| 6  | Argentina (bandiera) | D     | Germán Pezzella          |
| 7  | Paraguay (bandiera)  | C     | Matías Rojas             |
| 7  | Argentina (bandiera) | A     | Maximiliano Salas        |
| 8  | Argentina (bandiera) | C     | Maximiliano Meza         |
| 9  | Colombia (bandiera)  | A     | Miguel Borja             |
| 10 | Argentina (bandiera) | C     | Manuel Lanzini           |
| 10 | Colombia (bandiera)  | C     | Juan Fernando Quintero   |
| 11 | Argentina (bandiera) | A     | Facundo Colidio          |
| 13 | Argentina (bandiera) | D     | Lautaro Rivero           |
| 14 | Argentina (bandiera) | D     | Leandro González Pirez   |
| 14 | Uruguay (bandiera)   | D     | Sebastián Boselli        |
| 15 | Argentina (bandiera) | A     | Sebastián Driussi        |
| 16 | Argentina (bandiera) | D     | Fabricio Bustos          |
| 17 | Cile (bandiera)      | D     | Paulo Díaz               |
| 18 | Argentina (bandiera) | C     | Gonzalo Nicolás Martínez |
| 19 | Cile (bandiera)      | A     | Gonzalo Tapia            |

| N. |                      | Ruolo | Calciatore            |
| -- | -------------------- | ----- | --------------------- |
| 20 | Argentina (bandiera) | D     | Milton Casco          |
| 21 | Argentina (bandiera) | D     | Marcos Acuña          |
| 22 | Colombia (bandiera)  | C     | Kevin Castaño         |
| 23 | Paraguay (bandiera)  | C     | Matías Galarza        |
| 24 | Argentina (bandiera) | C     | Enzo Pérez            |
| 25 | Argentina (bandiera) | P     | Jeremías Ledesma      |
| 26 | Argentina (bandiera) | C     | Ignacio Fernández     |
| 27 | Argentina (bandiera) | A     | Juan Bautista Dadín   |
| 28 | Argentina (bandiera) | D     | Lucas Martínez Quarta |
| 29 | Argentina (bandiera) | C     | Rodrigo Aliendro      |
| 30 | Argentina (bandiera) | C     | Franco Mastantuono    |
| 31 | Argentina (bandiera) | C     | Santiago Simón        |
| 32 | Argentina (bandiera) | A     | Agustín Ruberto       |
| 34 | Argentina (bandiera) | C     | Giuliano Galoppo      |
| 35 | Brasile (bandiera)   | C     | Giorgio Costantini    |
| 36 | Argentina (bandiera) | A     | Pablo Solari          |
| 36 | Argentina (bandiera) | D     | Ulises Giménez        |
| 38 | Argentina (bandiera) | C     | Ian Subiabre          |
| 39 | Argentina (bandiera) | C     | Santiago Lencina      |
| 47 | Argentina (bandiera) | C     | Juan Cruz Meza        |

## Calciomercato

### Sessione invernale
| Acquisti | Acquisti              | Acquisti             | Acquisti               |
| R.       | Nome                  | da                   | Modalità               |
| -------- | --------------------- | -------------------- | ---------------------- |
| D        | Gonzalo Montiel       | Siviglia             | definitivo (4,5 mln €) |
| D        | Lucas Martínez Quarta | Fiorentina           | definitivo (7 mln €)   |
| C        | Matías Rojas          | Inter Miami          | definitivo             |
| C        | Enzo Pérez            | Estudiantes (LP)     | definitivo (gratuito)  |
| C        | Giuliano Galoppo      | San Paolo            | prestito               |
| A        | Sebastián Driussi     | Austin FC            | definitivo (10 mln $)  |
| A        | Gonzalo Tapia         | Universidad Católica | definitivo (gratuito)  |
| C        | Kevin Castaño         | Krasnodar            | definitivo (14 mln €)  |

| Cessioni | Cessioni          | Cessioni         | Cessioni               |
| R.       | Nome              | a                | Modalità               |
| -------- | ----------------- | ---------------- | ---------------------- |
| D        | Enzo Díaz         | San Paolo        | prestito               |
| D        | Daniel Zabala     | Huracán          | prestito               |
| D        | Ariel Sant'Anna   | Bragantino       | definitivo (2 mln $)   |
| C        | Nicolás Fonseca   | León             | definitivo (2,2 mln $) |
| C        | Claudio Echeverri | Manchester City  | fine prestito          |
| C        | Rodrigo Villagra  | CSKA Mosca       | definitivo (5 mln $)   |
| A        | Adam Bareiro      | Al-Rayyan        | prestito               |
| A        | Pablo Solari      | Spartak Mosca    | definitivo (10 mln €)  |
| D        | Ramiro Funes Mori | Estudiantes (LP) | definitivo (gratuito)  |

### Sessione estiva
| Acquisti | Acquisti               | Acquisti              | Acquisti               |
| R.       | Nome                   | da                    | Modalità               |
| -------- | ---------------------- | --------------------- | ---------------------- |
| D        | Lautaro Rivero         | Central Córdoba (SdE) | fine prestito          |
| D        | Sebastián Boselli      | Estudiantes (LP)      | fine prestito          |
| A        | Adam Bareiro           | Al-Rayyan             | fine prestito          |
| C        | Juan Fernando Quintero | América de Cali       | definitivo (2.5 mln $) |
| C        | Matías Galarza         | Talleres (C)          | definitivo (3 mln $)   |
| D        | Juan Portillo          | Talleres (C)          | definitivo (5.5 mln $) |
| A        | Maximiliano Salas      | Racing Club           | definitivo (9.5 mln $) |

| Cessioni | Cessioni               | Cessioni         | Cessioni                |
| R.       | Nome                   | a                | Modalità                |
| -------- | ---------------------- | ---------------- | ----------------------- |
| D        | Leandro González Pirez | Estudiantes (LP) | definitivo              |
| C        | Rodrigo Aliendro       |                  | svincolato              |
| C        | Franco Mastantuono     | Real Madrid      | definitivo (51.7 mln $) |
| A        | Adam Bareiro           | Fortaleza        | definitivo (1.8 mln $)  |
| A        | Gonzalo Tapia          | San Paolo        | prestito                |
| C        | Santiago Simón         | Toluca           | definitivo (3.5 mln $)  |
| C        | Matías Rojas           |                  | svincolato              |

## Risultati

### Primera División

#### Torneo Apertura
| Arbitro: | Ariel Penel |

|             |           |           |
| Vázquez 13’ | Marcatori | 86’ Rojas |

| Arbitro: | Yael Falcón Pérez |

|             |           |  |
| Montiel 89’ | Marcatori |  |

| Buenos Aires 2 febbraio 2025, ore 17:00 UTC-3 Primera fase - 3ª giornata | San Lorenzo   | 0 – 0 referto | River Plate | Estadio Pedro Bidegain\| Arbitro: \| Darío Herrera \| |
| Arbitro:                                                                 | Darío Herrera |               |             |                                                       |

| Arbitro: | Leandro Rey Hilfer |

|                    |           |  |
| Colidio 50’, 90+1’ | Marcatori |  |

| Mendoza 12 febbraio 2025, ore 22:15 UTC-3 Primera fase - 5ª giornata | Godoy Cruz       | 0 – 0 referto | River Plate | Estadio Malvinas Argentinas\| Arbitro: \| Pablo Echavarría \| |
| Arbitro:                                                             | Pablo Echavarría |               |             |                                                               |

| Arbitro: | Facundo Tello |

|           |           |  |
| Borja 76’ | Marcatori |  |

| Arbitro: | Andrés Gariano |

|  |           |                           |
|  | Marcatori | 55’ Borja 68’ Mastantuono |

| Arbitro: | Yael Falcón Pérez |

|  |           |                           |
|  | Marcatori | 8’ Castro 90+3’ Ascacíbar |

| Arbitro: | Leandro Rey Hilfer |

|             |           |  |
| Colidio 79’ | Marcatori |  |

| Buenos Aires 15 marzo 2025, ore 17:00 UTC-3 Primera fase - 10ª giornata | Dep. Riestra       | 0 – 0 referto | River Plate | Estadio Guillermo Laza\| Arbitro: \| Fernando Echenique \| |
| Arbitro:                                                                | Fernando Echenique |               |             |                                                            |

| Arbitro: | Yael Falcón Pérez |

|                                  |           |                       |
| Martínez Quarta 17’ Subiabre 60’ | Marcatori | 7’ Ferreira 84’ López |

| Arbitro: | Darío Herrera |

|                 |           |           |
| Insaurralde 43’ | Marcatori | 29’ Borja |

| Arbitro: | Nazareno Arasa |

|           |           |              |
| Borja 86’ | Marcatori | 49’ Depietri |

| Arbitro: | Leandro Rey Hilfer |

|  |           |                                          |
|  | Marcatori | 34’ Driussi 53’ Mastantuono 81’ Aliendro |

| Arbitro: | Nicolás Ramírez |

|                             |           |               |
| Mastantuono 24’ Driussi 43’ | Marcatori | 37’ Merentiel |

| Arbitro: | Andrés Merlos |

|                                                           |           |             |
| Driussi 13’ Colidio 27’ Fernández 32’ Borja 90+10’ (rig.) | Marcatori | 36’ Carrizo |

| Arbitro: | Sebastián Zunino |

|                                  |           |  |
| Díaz 11’ Fernández 42’ Acuña 87’ | Marcatori |  |

| Arbitro: | Yael Falcón Pérez |

|                                   |                      |                                        |
| Mastantuono 11’                   | Marcatori            | 87’ Taborda                            |
| Mastantuono Borja Castaño Driussi | Tiri di rigore 2 – 4 | Vázquez Saborido Mainero Zapiola Schor |

#### Torneo Clausura
| Arbitro: | Leandro Rey Hilfer |

|                                |           |              |
| Colidio 6’ Salas 38’ Borja 90’ | Marcatori | 23’ Martínez |

| Arbitro: | Ariel Penel |

|  |           |                                            |
|  | Marcatori | 43’ Colidio 45+1’, 66’ Lencina 88’ Galoppo |

| Buenos Aires 27 luglio 2025, ore 20:30 UTC-3 Primera fase - 3ª giornata | River Plate     | 0 – 0 referto | San Lorenzo | Stadio Monumental Antonio Vespucio Liberti\| Arbitro: \| Nicolás Ramírez \| |
| Arbitro:                                                                | Nicolás Ramírez |               |             |                                                                             |

| Avellaneda 9 agosto 2025, ore 18:30 UTC-3 Primera fase - 4ª giornata | Independiente  | 0 – 0 referto | River Plate | Estadio Libertadores de América\| Arbitro: \| Nazareno Arasa \| |
| Arbitro:                                                             | Nazareno Arasa |               |             |                                                                 |

| Arbitro: | Sebastián Zunino |

|                                           |           |                         |
| Driussi 3’, 48’ Galoppo 18’, 45+4’ (rig.) | Marcatori | 8’, 28’ (rig.) Auzmendi |

### Copa Argentina
| Arbitro: | Sebastián Martínez |

|                                   |           |  |
| González Pirez 3’ Mastantuono 34’ | Marcatori |  |

| Arbitro: | Facundo Tello |

|  |           |                              |
|  | Marcatori | 33’, 83’ Montiel 70’ Galoppo |

### Supercopa Internacional
| Arbitro: | Nicolás Ramírez |

|                                              |                      |                                                       |
| Rojas Martínez Borja Montiel Colidio Lanzini | Tiri di rigore 2 – 3 | Reynoso Mosqueira Tarragona Ortegoza Bustos Benavídez |

### Coppa Libertadores
| Arbitro: | Gustavo Tejera |

|  |           |          |
|  | Marcatori | 17’ Díaz |

| Buenos Aires 8 aprile 2025, ore 21:30 UTC-3 Fase a gironi - 2ª giornata | River Plate   | 0 – 0 referto | Barcelona SC | Stadio Monumental Antonio Vespucio Liberti\| Arbitro: \| Raphael Claus \| |
| Arbitro:                                                                | Raphael Claus |               |              |                                                                           |

| Arbitro: | Piero Maza |

|                   |           |                         |
| Spinelli 24’, 30’ | Marcatori | 68’ Galoppo 74’ Driussi |

| Arbitro: | Wilmar Roldán |

|                                       |           |                                        |
| Rivero 15’ Martínez Quarta 49’ (aut.) | Marcatori | 7’ Driussi 26’ Colidio 48’ Mastantuono |

| Arbitro: | Jesús Valenzuela |

|                                                                                        |           |                        |
| Driussi 8’ Zárate 25’ (aut.) Mastantuono 45+5’ (rig.) Meza 51’ Borja 88’ Lanzini 90+4’ | Marcatori | 11’ Hoyos 21’ Spinelli |

| Arbitro: | Raphael Claus |

|             |           |              |
| Colidio 36’ | Marcatori | 45+2’ Concha |

| Asunción 14 agosto 2025, ore 21:30 UTC-3 Ottavi di finale - Andata | Libertad       | 0 – 0 referto | River Plate | Estadio La Huerta\| Arbitro: \| Wilton Sampaio \| |
| Arbitro:                                                           | Wilton Sampaio |               |             |                                                   |

### Coppa del mondo per club
| Arbitro: | Felix Zwayer |

|                                  |           |                   |
| Colidio 12’ Driussi 48’ Meza 73’ | Marcatori | 58’ (rig.) Matsuo |

| Los Angeles 21 giugno 2025, ore 18:00 UTC-7 Fase a gironi - 2ª giornata | River Plate   | 0 – 0 referto | Monterrey | Rose Bowl (57 393 spett.)\| Arbitro: \| Slavko Vinčić \| |
| Arbitro:                                                                | Slavko Vinčić |               |           |                                                          |

| Arbitro: | Ilgiz Tantashev |

|                               |           |  |
| F. Esposito 72’ Bastoni 90+3’ | Marcatori |  |

### Statistiche di squadra
Statistiche aggiornate al 17 agosto 2025.
| Competizione             | Punti | In casa | In casa | In casa | In casa | In casa | In casa | In trasferta | In trasferta | In trasferta | In trasferta | In trasferta | In trasferta | Totale | Totale | Totale | Totale | Totale | Totale | DR  |
| Competizione             | Punti | G       | V       | N       | P       | Gf      | Gs      | G            | V            | N            | P            | Gf           | Gs           | G      | V      | N      | P      | Gf     | Gs     | DR  |
| ------------------------ | ----- | ------- | ------- | ------- | ------- | ------- | ------- | ------------ | ------------ | ------------ | ------------ | ------------ | ------------ | ------ | ------ | ------ | ------ | ------ | ------ | --- |
| Primera División         | 42    | 14      | 9       | 4       | 1       | 25      | 11      | 9            | 3            | 6            | 0            | 11           | 2            | 23     | 12     | 10     | 1      | 36     | 13     | +23 |
| Copa Argentina           | -     | 0       | 0       | 0       | 0       | 0       | 0       | 0            | 0            | 0            | 0            | 0            | 0            | 2      | 2      | 0      | 0      | 5      | 0      | +5  |
| Supercopa Internacional  | -     | 0       | 0       | 0       | 0       | 0       | 0       | 0            | 0            | 0            | 0            | 0            | 0            | 1      | 0      | 1      | 0      | 0      | 0      | 0   |
| Coppa Libertadores       | 12    | 3       | 1       | 2       | 0       | 7       | 3       | 4            | 2            | 2            | 0            | 6            | 4            | 7      | 3      | 4      | 0      | 13     | 7      | +6  |
| Coppa del mondo per club | 4     | 0       | 0       | 0       | 0       | 0       | 0       | 0            | 0            | 0            | 0            | 0            | 0            | 3      | 1      | 1      | 1      | 3      | 3      | +0  |
| Totale                   | 58    | 17      | 10      | 6       | 1       | 32      | 14      | 13           | 5            | 8            | 0            | 17           | 6            | 36     | 18     | 16     | 2      | 57     | 23     | +34 |

### Statistiche dei giocatori
| Giocatore          | Primera División | Primera División | Primera División | Primera División | Copa Argentina | Copa Argentina | Copa Argentina | Copa Argentina | Coppa Libertadores | Coppa Libertadores | Coppa Libertadores | Coppa Libertadores | Altro    | Altro | Altro       | Altro      | Totale   | Totale | Totale      | Totale     |
| Giocatore          | Presenze         | Reti             | Ammonizioni      | Espulsioni       | Presenze       | Reti           | Ammonizioni    | Espulsioni     | Presenze           | Reti               | Ammonizioni        | Espulsioni         | Presenze | Reti  | Ammonizioni | Espulsioni | Presenze | Reti   | Ammonizioni | Espulsioni |
| ------------------ | ---------------- | ---------------- | ---------------- | ---------------- | -------------- | -------------- | -------------- | -------------- | ------------------ | ------------------ | ------------------ | ------------------ | -------- | ----- | ----------- | ---------- | -------- | ------ | ----------- | ---------- |
| F. Armani          | 20+2             | -10+-1           | 0                | 0                | 1              | 0              | 0              | 0              | 7                  | -7                 | 2                  | 0                  | 1+3      | 0+-3  | 0           | 0          | 34       | -21    | 2           | 0          |
| J. Ledesma         | 1                | -2               | 0                | 0                | 1              | 0              | 0              | 0              | 0                  | 0                  | 0                  | 0                  | 0        | 0     | 0           | 0          | 2        | -2     | 0           | 0          |
| F. Gattoni         | 0                | 0                | 0                | 0                | 1              | 0              | 0              | 0              | 0                  | 0                  | 0                  | 0                  | 0        | 0     | 0           | 0          | 1        | 0      | 0           | 0          |
| G. Montiel         | 16+1             | 1+0              | 2+0              | 0                | 1              | 2              | 0              | 0              | 4                  | 0                  | 2                  | 0                  | 1+3      | 0     | 0+2         | 0+1        | 26       | 3      | 6           | 1          |
| J. Portillo        | 1                | 0                | 0                | 0                | 0              | 0              | 0              | 0              | 0                  | 0                  | 0                  | 0                  | 0        | 0     | 0           | 0          | 1        | 0      | 0           | 0          |
| G. Pezzella        | 16+1             | 0                | 3+0              | 0                | 1              | 0              | 1              | 0              | 5                  | 0                  | 1                  | 0                  | 1+2      | 0     | 1+1         | 0          | 26       | 0      | 7           | 0          |
| L. Rivero          | 2                | 0                | 1                | 0                | 0              | 0              | 0              | 0              | 0                  | 0                  | 0                  | 0                  | 0        | 0     | 0           | 0          | 2        | 0      | 1           | 0          |
| L. González Pirez  | 2                | 0                | 2                | 0                | 1              | 1              | 0              | 0              | 1                  | 0                  | 0                  | 0                  | 0        | 0     | 0           | 0          | 4        | 1      | 2           | 0          |
| S. Boselli         | 1                | 0                | 0                | 0                | 0              | 0              | 0              | 0              | 1                  | 0                  | 0                  | 0                  | 0        | 0     | 0           | 0          | 2        | 0      | 0           | 0          |
| F. Bustos          | 8+2              | 0                | 1+0              | 0                | 1              | 0              | 0              | 0              | 4                  | 0                  | 1                  | 0                  | 0        | 0     | 0           | 0          | 15       | 0      | 2           | 0          |
| P. Díaz            | 12+2             | 0+1              | 3+0              | 0                | 1              | 0              | 0              | 0              | 4                  | 1                  | 0                  | 0                  | 1+2      | 0     | 0+1         | 0          | 22       | 2      | 4           | 0          |
| M. Casco           | 9                | 0                | 1                | 0                | 1              | 0              | 0              | 0              | 2                  | 0                  | 0                  | 0                  | 1+1      | 0     | 0           | 0          | 14       | 0      | 1           | 0          |
| M. Acuña           | 18+2             | 0+1              | 6+1              | 0                | 1              | 0              | 0              | 0              | 5                  | 0                  | 0                  | 0                  | 0+3      | 0     | 0+1         | 0          | 29       | 1      | 8           | 0          |
| L. Martínez Quarta | 14+2             | 1+0              | 7+1              | 0                | 0              | 0              | 0              | 0              | 5                  | 0                  | 1                  | 0                  | 1+3      | 0     | 0           | 0+1        | 25       | 1      | 9           | 1          |
| U. Giménez         | 0                | 0                | 0                | 0                | 1              | 0              | 0              | 0              | 0                  | 0                  | 0                  | 0                  | 0        | 0     | 0           | 0          | 1        | 0      | 0           | 0          |
| M. Kranevitter     | 4                | 0                | 1                | 0                | 1              | 0              | 0              | 0              | 1                  | 0                  | 1                  | 0                  | 1+2      | 0     | 0           | 0          | 9        | 0      | 2           | 0          |
| M. Rojas           | 5                | 1                | 0                | 0                | 0              | 0              | 0              | 0              | 2                  | 0                  | 0                  | 0                  | 1+0      | 0     | 0           | 0          | 8        | 1      | 0           | 0          |
| M. Meza            | 11+1             | 0                | 4+0              | 0                | 0              | 0              | 0              | 0              | 4                  | 1                  | 0                  | 0                  | 1+3      | 0+1   | 0+1         | 0          | 20       | 2      | 5           | 0          |
| M. Lanzini         | 9+1              | 0                | 0                | 0                | 0              | 0              | 0              | 0              | 3                  | 1                  | 0                  | 0                  | 1+1      | 0     | 0+1         | 0          | 15       | 1      | 1           | 0          |
| J. Quintero        | 3                | 0                | 0                | 0                | 1              | 0              | 0              | 0              | 1                  | 0                  | 0                  | 0                  | 0        | 0     | 0           | 0          | 5        | 0      | 0           | 0          |
| G. Martínez        | 9                | 0                | 1                | 0                | 1              | 0              | 0              | 0              | 0                  | 0                  | 0                  | 0                  | 1+2      | 0     | 0           | 0          | 13       | 0      | 1           | 0          |
| K. Castaño         | 11+2             | 0                | 4+0              | 0                | 1              | 0              | 0              | 0              | 7                  | 0                  | 2                  | 0                  | 0+2      | 0     | 0+2         | 0+1        | 23       | 0      | 8           | 1          |
| M. Galarza         | 3                | 0                | 3                | 0                | 1              | 0              | 1              | 0              | 1                  | 0                  | 0                  | 0                  | 0        | 0     | 0           | 0          | 5        | 0      | 4           | 0          |
| E. Pérez           | 19+2             | 0                | 3+1              | 1+0              | 1              | 0              | 0              | 0              | 6                  | 0                  | 1                  | 0                  | 1+2      | 0     | 1+2         | 0          | 31       | 0      | 8           | 1          |
| I. Fernández       | 8+2              | 1+1              | 1+0              | 0                | 1              | 0              | 0              | 0              | 5                  | 0                  | 0                  | 0                  | 0+3      | 0     | 0           | 0          | 19       | 2      | 1           | 0          |
| R. Aliendro        | 11+1             | 1                | 2                | 0                | 1              | 0              | 0              | 0              | 2                  | 0                  | 0                  | 0                  | 0+1      | 0     | 0           | 0          | 16       | 1      | 2           | 0          |
| F. Mastantuono     | 10+2             | 3+1              | 3+1              | 0                | 1              | 1              | 0              | 0              | 6                  | 2                  | 0                  | 0                  | 1+3      | 0     | 0           | 0          | 23       | 7      | 4           | 0          |
| S. Simón           | 11               | 0                | 0                | 1                | 1              | 0              | 0              | 0              | 3                  | 0                  | 0                  | 0                  | 1+0      | 0     | 1+0         | 0          | 16       | 0      | 1           | 1          |
| G. Galoppo         | 13+1             | 3+0              | 1+0              | 0                | 1              | 1              | 0              | 0              | 3                  | 1                  | 1                  | 0                  | 0+2      | 0     | 0+2         | 0          | 20       | 5      | 4           | 0          |
| G. Costantini      | 1                | 0                | 0                | 0                | 0              | 0              | 0              | 0              | 0                  | 0                  | 0                  | 0                  | 0+1      | 0     | 0           | 0          | 2        | 0      | 0           | 0          |
| S. Lencina         | 5                | 2                | 1                | 0                | 2              | 0              | 1              | 0              | 1                  | 0                  | 0                  | 0                  | 0        | 0     | 0           | 0          | 8        | 2      | 2           | 0          |
| J. Meza            | 5                | 0                | 0                | 0                | 0              | 0              | 0              | 0              | 0                  | 0                  | 0                  | 0                  | 0        | 0     | 0           | 0          | 5        | 0      | 0           | 0          |
| M. Salas           | 3                | 1                | 0                | 0                | 0              | 0              | 0              | 0              | 0                  | 0                  | 0                  | 0                  | 0        | 0     | 0           | 0          | 3        | 1      | 0           | 0          |
| M. Borja           | 21+2             | 6+0              | 4+0              | 0                | 2              | 0              | 1              | 0              | 6                  | 1                  | 1                  | 0                  | 1+3      | 0     | 1+0         | 0          | 35       | 7      | 7           | 0          |
| F. Colidio         | 18+2             | 6+0              | 3+0              | 0                | 1              | 0              | 0              | 0              | 7                  | 2                  | 1                  | 0                  | 1+3      | 0+1   | 0           | 0          | 32       | 9      | 4           | 0          |
| S. Driussi         | 14+2             | 5+0              | 2+0              | 0                | 0              | 0              | 0              | 0              | 7                  | 3                  | 0                  | 0                  | 1+1      | 0+1   | 0           | 0          | 25       | 9      | 2           | 0          |
| G. Tapia           | 6                | 0                | 1                | 0                | 1              | 0              | 0              | 0              | 0                  | 0                  | 0                  | 0                  | 0        | 0     | 0           | 0          | 7        | 0      | 1           | 0          |
| J. Dadín           | 1                | 0                | 0                | 0                | 0              | 0              | 0              | 0              | 0                  | 0                  | 0                  | 0                  | 0        | 0     | 0           | 0          | 1        | 0      | 0           | 0          |
| A. Ruberto         | 0                | 0                | 0                | 0                | 0              | 0              | 0              | 0              | 0                  | 0                  | 0                  | 0                  | 0        | 0     | 0           | 0          | 0        | 0      | 0           | 0          |
| P. Solari          | 1                | 0                | 0                | 0                | 0              | 0              | 0              | 0              | 0                  | 0                  | 0                  | 0                  | 0        | 0     | 0           | 0          | 1        | 0      | 0           | 0          |
| I. Subiabre        | 9                | 1                | 2                | 0                | 1              | 0              | 0              | 0              | 3                  | 0                  | 0                  | 0                  | 0        | 0     | 0           | 0          | 13       | 1      | 2           | 0          |